# Michel Kammoun
Michel Kammoun (àrab: ميشيل كمون, Mīxīl Kammūn; Sierra Leone, 1969) és un director de cinema franco-libanès. És conegut sobretot pel seu llargmetratge de 2006 Falafel, que va guanyar el Bayard d'or a la millor pel·lícula al Festival International de Cinema Francòfon de Namur de 2006.

## Carrera
Després d'estudiar arquitectura, Michel Kammoun es va incorporar l'escola de cinema ESEC a París. Ha escrit i dirigit molts curts. Les seves pel·lícules han participat en molts festivals internacionals i van ser distribuïdes a nombrosos països com EUA, Canadà, Amèrica Llatina, Suïssa, Singapur, Espanya, Alemanya, Bèlgica, Itàlia i França. Ell també ha dirigit anuncis i ha fet tallers d'escriptura de guions. Kammoun viu entre Beirut i París. El seu primer llargmetratge, Falafel, ha guanyat nou premis internacionals, ha participat en festivals de cinema de prestigi d'arreu del món i va obtenir reconeixement internacional.

## Filmografia
- Cathodique (curtmetratge, 1993)
- Ombres (curtmetratge, 1995)
- La Douche (curtmetratge, 1999)
- The Vanishing Rabbits (curtmetratge, 2003)
- Clowning Around (curtmetratge, 2003)
- Falafel (2006)
- Beirut Hold'em (2019)
- Love, Life & Everything in Between (2022)
- The Big Red Heart

## Premis
Falafel
- Bayard d'or a la millor pel·lícula, Festival International de Cinema Francòfon de Namur de 2006[3]
- Bayard d'or a la millor pel·lícula, Festival International de Cinema Francòfon de Namur de 2006
- Premi especial del jurat al Festival du Premier Film d'Annonay (2008)
- Palmera de Bronze a la millor pel·lícula, XXVIII edició de la Mostra de València, 2007[4]
- Premi del Públic, Festival Internacional de Cinema de Lille, França, 2007
- Premi a la millor primera pel·lícula, Festival de cinema àrab de Rotterdam, Països Baixos, 2007
- Premi ART (Premi Millor Primera Pel·lícula), Alexandria International Film Festival, Egipte, 2007
- Daga de Bronze a la millor pel·lícula, Muscat International Film Festival, Oman, 2008
- Silver Muhr a la millor pel·lícula, Festival Internacional de Cinema de Dubai, Emirats Àrabs Units, 2006

## Ressenyes
- Variety (USA)
- Cinebel (Belgium)
- Euromedcafe (France) Arxivat 2016-03-03 a Wayback Machine.
- Filmstart (Germany)
- Flickfilosopher (USA)
- Kino-zeit (Germany)
- Le Monde (France)
- Les Inrocks (France) Arxivat 2013-01-28 at Archive.is
- Liberation (France)
- Mulderville (France) Arxivat 2010-12-25 a Wayback Machine.
- NewYorkCool (USA)
- Screen International (UK)
- Septimovicio (Spain)
- The Australian (Australia)[Enllaç no actiu]